# Sidonie-Gabrielle Colette
Sidonie-Gabrielle Colette (fr: sidɔni gɑbʀiɛl kɔlɛt) znana pod pseudonimem Colette (ur. 28 stycznia 1873 w Saint-Sauveur-en-Puisaye, zm. 3 sierpnia 1954 w Paryżu) – francuska pisarka, autorka powieści obyczajowo-psychologicznych. Znana głównie z opartego na motywach autobiograficznych cyklu o Klaudynie (1900–1903). Członkini m.in. Królewskiej Belgijskiej Akademii Języka i Literatury Francuskiej (fr. Académie royale de langue et de littérature françaises de Belgique; fotel nr 33 objęła w 1933 roku po zmarłej Annie de Noailles) oraz Akademii Goncourtów.

## Biografia
Gabrielle Colette była najmłodszą z czworga dzieci (dwie dziewczynki i dwóch chłopców) Sidonie Landoy, znanej jako „Sido” oraz kapitana Jules’a-Josepha Colette (absolwenta szkoły wojskowej Saint-Cyr, żuawa), który stracił nogę podczas bitwy pod Melegnano w 1859 roku i został poborcą podatkowym. Gabrielle Colette spędziła szczęśliwe dzieciństwo w rodzinnym domu w Saint-Sauveur-en-Puisaye, dużej wsi w Burgundii. Uwielbiana przez matkę, wychowała się w rodzinnej atmosferze i otrzymała świeckie wykształcenie. Sido, feministka i zdeklarowana ateistka, nauczyła córkę uważnej obserwacji świata, począwszy od flory i fauny ogromnego ogrodu rodziny Colette.
Młoda Gabrielle bardzo wcześnie zapoznała się z klasyką literatury i pobierała nauki języka francuskiego oraz stylu pisania od swojego ojca, zapalonego czytelnika prasy. Upodobanie Sido do luksusowych przedmiotów, których kupna mąż nie był w stanie jej odmówić, zrujnowało rodzinę. Zostali zmuszeni do opuszczenia Saint-Sauveur, po czym osiedlili się w Châtillon-sur-Loing w listopadzie 1891 roku.
Jako nastolatka, Gabrielle poznała Henry’ego Gauthiera-Villarsa, nałogowego uwodziciela o pseudonimie „Willy”, z którym wzięła ślub 15 maja 1893 roku w Châtillon-sur-Loing. Willy był bardzo wpływowym krytykiem muzycznym i płodnym pisarzem popularnych powieści, przy tworzeniu których wykorzystywał ghostwriterów. Był także współwłaścicielem wydawnictwa Gauthier-Villars przy 55 quai des Grands-Augustins, gdzie młoda para zajmowała najwyższe piętro budynku. Wprowadził swoją młodą żonę w literackie i muzyczne kręgi artystyczne stolicy, w których Gabrielle wsławiła się swoim szorstkim burgundzkim akcentem. Zaskoczony umiejętnościami pisarskimi młodej żony, wykorzystał jej talent i opublikował jej teksty pod swoim nazwiskiem (pierwszy rękopis Colette pochodzi z 1893 roku). Gabrielle, nieznana nikomu w literackim świecie epoki, podpisywała się jako Colette Willy do 1923 roku.
W 1895 roku Willy namówił żonę do spisania wspomnień ze szkolnych lat, których autorstwo przypisał jedynie sobie. W konsekwencji Klaudyna w szkole została podpisana pseudonimem męża Colette. Następnie ukazały się kolejne części z serii książek o Klaudynie: Klaudyna w Paryżu, Małżeństwo Klaudyny, Klaudyna odchodzi. Po rozpadzie małżeństwa Colette wydała pod swoim nazwiskiem Klaudyna powraca, tym samym sygnalizując zakończenie serii o Klaudynie.

### Życie prywatne
Biseksualizm odgrywał znaczącą rolę w życiu Colette, zarówno na polu osobistym, jak i w pracy twórczej.
Mimo że Henry Gauthier-Villars wymagał od żony heteroseksualnej wierności (której sam nie dotrzymywał), nie ma żadnych wątpliwości, że Colette eksperymentowała ze związkami homoseksualnymi w życiu pozamałżeńskim. W 1906 roku Colette opuściła męża i zaangażowała się w nie do końca skrywany związek z Markizą de Belbeuf. Któregoś wieczoru Colette i Markiza zaszokowały publiczność podczas występu w Moulin Rouge, otwarcie pokazując swoją homoseksualną relację: scena pocałunku spowodowała ogromny skandal, który doprowadził do interwencji szefa paryskiej policji.
W 1912 roku Colette wyszła za Henry’ego de Jouvenela, którego pokochała od pierwszego wejrzenia kilka miesięcy wcześniej. Rok później urodziła się córka pisarki, Colette de Jouvenel (1913–1981). Po romansie z synem swojego męża z pierwszego małżeństwa, 17-letnim Bertrandem de Jouvenel, Colette wyszła za mąż po raz trzeci i ostatni za Maurice’a Goudeketa w 1935 roku.

## Charakterystyka twórczości
Colette wyróżniała się spośród współczesnych jej twórców (takich jak André Gide, Romain Rolland czy Jean Giraudoux) tematyką swoich dzieł. Jej styl jest pozornie nieskomplikowany, ale wyszukany. Klasyfikuje się ją jako przedstawicielkę regionalizmu w literaturze. Klasyfikacja ta została jej przypisana w okresie międzywojennym, między innymi ze względu na liczne opisy rodzinnej Burgundii.
To, co przede wszystkim cechuje twórczość Colette, to: szczególna poprawność i precyzja słownictwa, zwłaszcza gdy służą one manifestacji uczuć poprzez naturę oraz całkowita swoboda zmysłowości, rozumianej jako wezwanie do uznania praw cielesnych nad duchowymi i praw kobiet nad prawami mężczyzn. Ponadto styl Colette jest bardziej skomplikowany i nowoczesny, niż może się wydawać na pierwszy rzut oka.
W 1999 roku Serge Doubrovsky, twórca nowoczesnego pojęcia autofikcji, ostatecznie uznał je za wariant autobiografii, a Colette za pionierkę, której twórczość oddaje jego koncepcję: „Wystarczy bowiem wziąć do ręki książkę Narodziny dnia, która ukazała się w 1928 roku i która oryginalnie zawierała na okładce podpis: powieść. Jednak w Narodzinach dnia pojawia się postać starszej kobiety o imieniu Colette. Potem dowiadujemy się, że owa kobieta napisała serię o Klaudynie. Krótko mówiąc, opisała siebie w powieści napisanej przez Colette o Colette”.

## Biseksualizm w twórczości Colette
W dorobku literackim Colette, biseksualizm stanowi powracający motyw, począwszy od serii o Klaudynie, która przedstawia, oprócz głównej bohaterki, wiele biseksualnych kobiet. Część motywów w twórczości Colette jest zatem autobiograficzna.
Colette jest także autorką książki podejmującej refleksję nad miłością i seksualnością Czyste, nieczyste, która czerpie z doświadczeń zarówno hetero- jak i homoseksualnych.
Z tych powodów, Colette została nazwana przez Julię Kristevę „królową biseksualności”.

## Twórczość

### CyklKlaudyna
- 1900 Klaudyna w szkole (Claudine à l’école)
- 1901 Klaudyna w Paryżu (Claudine à Paris)
- 1902 Małżeństwo Klaudyny (Claudine en ménage)
- 1903 Klaudyna odchodzi (Claudine s’en va)
- 1903 Klaudyna powraca (La retraite sentimentale)
- 1922 Dom Klaudyny (La maison de Claudine)

### Pozostałe
- 1904 Minne
- 1904 Dialogi zwierząt (Dialogues de bêtes)
- 1907 La Retraite Sentimentale
- 1908 Les Vrilles de la vigne
- 1909 Niewiniątko (L’Ingénue libertine)
- 1910 La Vagabonde
- 1913 L'Envers du music hall
- 1913 L'Entrave
- 1916 Siedem dyalogów zwierzęcych (La Paix Chez les Bêtes)
- 1917 L'enfant et les sortilèges
- 1919 Dans la foule
- 1919 Mitsou ou Comment l'esprit vient aux filles
- 1920 Chéri
- 1922 La Chambre éclairée
- 1923 Le Blé en herbe
- 1924 La Femme cachée
- 1925 L'Enfant et les Sortilèges
- 1926 La Fin de Chéri
- 1928 Narodziny dnia (La naissance du jour)
- 1929 Sido (Sido)
- 1929 Ta druga (La Seconde)
- 1932 Czyste, nieczyste (Le Pur et l’Impur)
- 1933 Kotka (La Chatte)
- 1934 Ich dwoje (Duo)
- 1936 Mes apprentissages
- 1936 Splendeur des papillons
- 1937 Bella-Vista
- 1938 La Jumelle noire
- 1939 Le Toutounier
- 1940 Chambre d'hôtel
- 1941 Julie de Carneilhan
- 1941 Journal à rebours
- 1943 Le Képi
- 1943 Nudité
- 1944 Paris de ma fenêtre
- 1944 Gigi i inne opowiadania (Gigi)
- 1946 L'Étoile Vesper
- 1949 Niebieska latarnia (Le fanal bleu)
- 1953 Paradis Terrestre
- 1955 Belles Saisons (wydana pośmiertnie)
- 1958 Paysages et Portraits (wydana pośmiertnie)